# Emile Mpenza
Eka Basunga Lokonda „Emile“ Mpenza (* 4. Juli 1978 in Zellik) ist ein ehemaliger belgischer Fußballspieler kongolesischer Abstammung. Er war ebenso wie sein älterer Bruder Mbo belgischer Nationalspieler.

## Vereinskarriere
Emile Mpenza wurde 1978 in Zellik (heute Teil von Asse) im Großraum Brüssel als Sohn kongolesischer Einwanderer geboren. Mpenza hat vier Geschwister, der Vater arbeitete als Pharmazeut an der Universität Brüssel. Die Familie lebte in der Provinz Hennegau und als Kind spielte Mpenza für die Jugendmannschaften des RLC Mesvins, ab 1989 gemeinsam mit seinem älteren Bruder Mbo für den KV Kortrijk.  
1995 debütierte er als 17-Jähriger für Kortrijk in der zweiten Liga und wechselte im Folgejahr mit seinem Bruder zum Erstligisten Excelsior Mouscron. In der Saison 1996/97 avancierte Mpenza mit 12 Saisontoren zum Shootingstar des belgischen Fußballs und wurde als bester Jungprofi des Landes ausgezeichnet. Mbo Mpenza brachte es auf elf Tore. Nach nur einer Spielzeit in Mouscron, wechselten die Mpenza-Brüder 1997 zu Standard Lüttich und Emile erhielt die Auszeichnung des besten afrikanischen Fußballspielers Belgiens (Ebbenhouten Schoen). Der antrittschnelle, bewegliche Stürmer zeichnete sich durch eine gute Technik aus und suchte den direkten Torabschluss. Neben dem Platz stand der Jungstar allerdings für extravagante Kleidung, schnelle Sportwagen und Liebesbeziehungen zu schönen Frauen. Mpenza wurde immer wieder von Verletzungen zurückgeworfen, weshalb er das Pokalfinale 1999 gegen Lierse SK (1:3) verpasste.  
Am 4. Januar 2000 präsentierte der FC Schalke 04 Mpenza als Neuzugang und mit einer Ablöse von 17 Millionen D-Mark war der Belgier zum damaligen Zeitpunkt der Rekordtransfer des Revierklubs. Mpenza kam in der Bundesliga-Rückrunde zu 15 Einsätzen (6 Tore) und bereicherte durch seine kraftvolle Spielweise die Schalker Offensive. Mpenza hatte maßgeblichen Anteil am Schalker DFB-Pokalsieg und der Vize-Meisterschaft 2001. 2002 gewann der belgische Nationalspieler mit den Schalkern erneut den Pokal.
Nach einer schlechten Saison und vielen Streitereien mit dem Vorstand, insbesondere mit Rudi Assauer, kehrte er 2003 zu Standard Lüttich zurück. In der Jupiler-League-Saison 2003/04 erzielte Mpenza 21 Tore, musste sich jedoch im Rennen um den Titel des Torschützenkönigs Luigi Pieroni von Excelsior Mouscron geschlagen geben und kehrte anschließend wieder in die Bundesliga zum Hamburger SV zurück. Dort konnte er sich allerdings nie als Stammspieler etablieren und stand meist im Schatten von Sergej Barbarez. Im Spiel der ersten Runde des DFB-Vereinspokals vom 21. August 2004 gegen den Regionalligisten SC Paderborn 07 wurde Mpenza wegen Schiedsrichterbeleidigung vom Platz gestellt. Da der Anlass allerdings die offenkundigen Manipulationen des Schiedsrichters Robert Hoyzer gewesen waren, wurde Mpenza anschließend vom DFB begnadigt.
Am 10. Januar 2006 wechselte er für 1,3 Millionen Euro zu Al-Rayyan Sport-Club in Katar. Am 16. Februar 2007 erfolgte der Wechsel zu Manchester City, wo er in zwei Spielzeiten nur zu wenigen Einsätzen kam und wo für ihn hinter Angreifern wie Darius Vassell, Bernardo Corradi, Georgios Samaras oder dem jungen Stephen Ireland meist nur eine Zuschauerrolle blieb. Da er nach seiner zweiten Spielzeit in Manchester keinen neuen Vertrag erhielt und ablösefrei war, sicherte sich Plymouth Argyle die Dienste Mpenzas für die Saison 2008/09 und holte ihn in die Football League Championship, die zweite englische Liga.
Anfang Juli 2009 wechselte Emile Mpenza zum Schweizer Verein FC Sion und unterschrieb für zwei Jahre plus Option für ein drittes Jahr. In der Saison 2009/10 erzielte er 21 Tore für den FC Sion in der Axpo Super League und belegte zusammen mit Cristian Ianu und Marco Streller Platz zwei der Torschützenliste.
Im August 2010 wechselte Mpenza nach Aserbaidschan und unterschrieb beim Erstligisten Neftçi Baku einen Vertrag. Im Sommer 2012 wurde der ehemalige belgische Internationale als vereinslos erklärt und behielt diesen Status bis Anfang Oktober 2013 bei, ehe er, wieder zurück in Belgien, beim SC Eendracht Aalst anheuerte, wo er seine Karriere bis zum Sommer 2014 ausklingen ließ.

## Nationalmannschaftskarriere
Mpenza war Nationalspieler Belgiens. Mit der belgischen Nationalmannschaft nahm er an der WM 1998 in Frankreich teil und kam in den drei Vorrundenspielen jeweils als Einwechselspieler zum Einsatz. Zwei Jahre später war er im Kader der Landesauswahl bei der Europameisterschaft. Bei dieser war er neben Branko Strupar und Luc Nilis gesetzt und erzielte den einzigen Stürmertreffer seiner Mannschaft. Bei der Weltmeisterschaft 2002 fehlte er wegen einer Verletzung. Nach mehr als zwei Jahren Abstinenz feierte Mpenza im August 2009 sein Comeback in der Nationalelf. Insgesamt absolvierte er 57 Länderspiele und erzielte dabei 19 Tore.

## Titel und Erfolge
- DFB-Pokalsieger 2001 und 2002 (mit dem FC Schalke 04)

## Privat/Sonstiges
- Mpenza ist verheiratet und hat einen Sohn.
- Um das Jahr 2000 war er mit der damaligen Miss Belgien, dem Model Joke van de Velde, liiert.[13]
- Er spielte in dem belgischen Film Hop von Dominique Standaert mit.[14]